# Mats Hjalmarsson
Mats Tage Hjalmarsson, född 17 augusti 1934 i Eds socken, död 28 april 1989 i Norrahammar, var en svensk målare och tecknare. 
Hjalmarsson studerade under fyra års tid teckning, textning och reklamkonst på NKI-skolan samt den treåriga linjen vid Konstindustriskolan i Göteborg. Hans konst består av miljöbilder från den svenska skogen och naturmiljöer med fågelfauna.